# Lista de prefeitos de Coronel Fabriciano

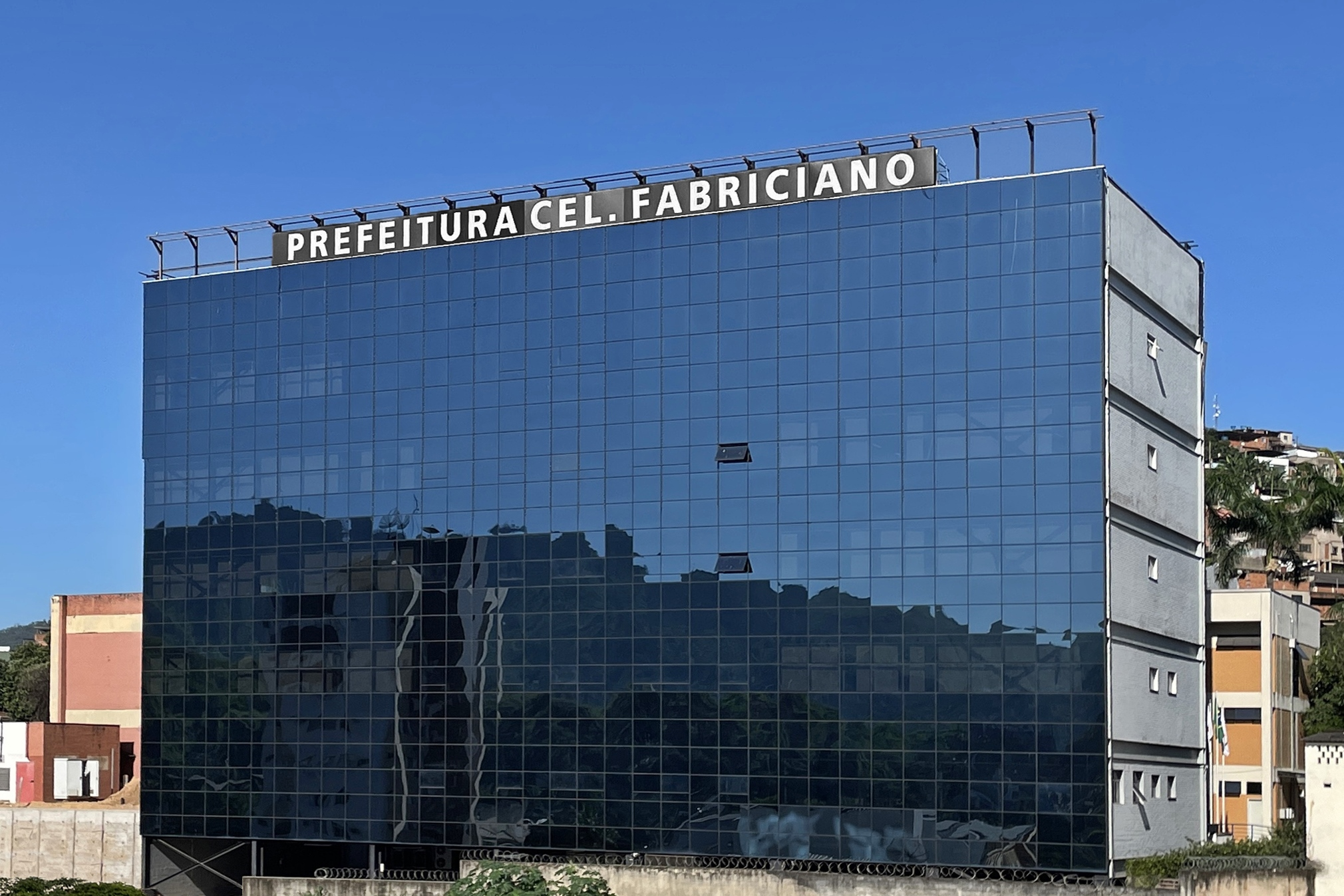
Vista do Paço Municipal, sede da Prefeitura de Coronel Fabriciano, inaugurado em 2021.

Essa é a lista de prefeitos de Coronel Fabriciano, município brasileiro no interior do estado de Minas Gerais, que ocuparam o cargo da administração municipal após a emancipação política da cidade. Coronel Fabriciano se emancipou de Antônio Dias em 27 de dezembro de 1948. Posteriormente, com a instalação do município em 1º de janeiro de 1949, foi nomeado interinamente o intendente Antônio Gonçalves Gravatá, que teve a função de estruturar a administração do governo até a realização da primeira eleição, em março do mesmo ano, quando tomaram posse o primeiro prefeito eleito Rubem Siqueira Maia, seu vice Silvino Pereira e a primeira composição da Câmara Municipal.
A primeira sede da Prefeitura de Coronel Fabriciano foi a Casa São Geraldo, situada na Rua Pedro Nolasco. O prédio foi construído por Rubem Siqueira Maia em 1948 e alugado para aquela função de 1949 a 1960. Neste ano a prefeitura foi transferida para o Sobrado do Armazém, na Rua Coronel Silvino Pereira, também no Centro de Fabriciano. Em 1969, foi inaugurado o Edifício João Sotero Bragança, que está situado na Praça Louis Ensch, no Centro da cidade, e então passou a ser a sede do Poder Executivo municipal. Contudo, a sede foi transferida para o Paço Municipal, situado atrás do Edifício João Sotero Bragança, após a inauguração do novo prédio em 30 de abril de 2021.
A administração municipal se dá pelos Poderes Executivo e Legislativo, sendo o primeiro representado pelo prefeito e seu gabinete de secretários, em conformidade ao modelo proposto pela Constituição Federal. Paulo Almir Antunes foi quem permaneceu na chefia da prefeitura por mais tempo, em um total de 14 anos ao longo de três mandatos não consecutivos. Além do intendente Antônio Gravatá, outras 13 pessoas estiveram à frente do cargo. O prefeito que venceu a eleição municipal de 2024, por sua vez, foi Sadi Lucca, eleito pelo Partido Liberal (PL) para seu primeiro mandato.

## Prefeitos de Coronel Fabriciano
| Nº | Prefeito(a)                                           | Partido | Vice-prefeito                                              | Início do mandato       | Fim do mandato                   | Observações                                             | Referências e notas  |
| -- | ----------------------------------------------------- | ------- | ---------------------------------------------------------- | ----------------------- | -------------------------------- | ------------------------------------------------------- | -------------------- |
| 1  | Antônio Gonçalves Gravatá                             | UDN     | —                                                          | 1º de janeiro de 1949   | 15 de março de 1949              | Intendente nomeado após a instalação do município       | [ 2 ]                |
| 2  | Rubem Siqueira Maia                                   | PSD     | Silvino Pereira (interinamente) Lauro Pereira da Conceição | 15 de março de 1949     | 30 de janeiro de 1953            | Prefeito e vice eleitos em sufrágio universal           | [ 7 ]                |
| 3  | Lauro Pereira da Conceição                            | PSD     | —                                                          | 30 de janeiro de 1953   | 30 de março de 1953              | Rubem se afastou para se candidatar a deputado estadual | [ 7 ]                |
| 4  | Raimundo Alves de Carvalho                            | PTN     | Lauro Pereira da Conceição                                 | 30 de março de 1953     | 31 de janeiro de 1957            | Prefeito e vice eleitos em sufrágio universal           | [ 7 ]                |
| 5  | Rufino da Silva Neto                                  | PSD     | Otávio Cupertino dos Reis                                  | 31 de janeiro de 1957   | 31 de janeiro de 1961            | Prefeito e vice eleitos em sufrágio universal           | [ 7 ]                |
| —  | Raimundo Alves de Carvalho                            | PTN     | Lauro Pereira da Conceição                                 | 31 de janeiro de 1961   | 31 de janeiro de 1963            | Prefeito e vice eleitos em sufrágio universal           | [ 7 ]                |
| 6  | Cyro Cotta Poggiali                                   | UDN     | Lauro Pereira da Conceição                                 | 31 de janeiro de 1963   | 31 de janeiro de 1967            | Prefeito e vice eleitos em sufrágio universal           | [ 7 ]                |
| 7  | Mariano Pires Pontes, Dôca Pires                      | ARENA   | Nestor Cotta de Figueiredo                                 | 31 de janeiro de 1967   | 31 de janeiro de 1971            | Prefeito e vice eleitos em sufrágio universal           | [ 7 ]                |
| —  | Rufino da Silva Neto                                  | ARENA   | Otávio Cupertino dos Reis                                  | 31 de janeiro de 1971   | 1º de fevereiro de 1973          | Prefeito e vice eleitos em sufrágio universal           | [ 7 ]                |
| 8  | Amilar Pinto de Lima                                  | MDB     | José Torres Bhering                                        | 1º de fevereiro de 1973 | 1º de fevereiro de 1977          | Prefeito e vice eleitos em sufrágio universal           | [ 7 ]                |
| —  | Mariano Pires Pontes, Dôca Pires                      | ARENA   | Clodomiro de Jesus                                         | 1º de fevereiro de 1977 | 1º de fevereiro de 1983          | Prefeito e vice eleitos em sufrágio universal           | [ 7 ]                |
| 9  | Paulo Almir Antunes                                   | PMDB    | Amilar Pinto de Lima                                       | 1º de fevereiro de 1983 | 1º de janeiro de 1989            | Prefeito e vice eleitos em sufrágio universal           | [ 7 ]                |
| 10 | Hélio Arantes de Faria                                | PSDB    | Chico Simões                                               | 1º de janeiro de 1989   | 1º de janeiro de 1993            | Prefeito e vice eleitos em sufrágio universal           | [ 7 ]                |
| —  | Paulo Almir Antunes                                   | PL      | Marcelo Morais Albeny                                      | 1º de janeiro de 1993   | 1º de janeiro de 1997            | Prefeito e vice eleitos em sufrágio universal           | [ 7 ]                |
| 11 | Francisco de A. Simões Thomaz, Chico Simões           | PT      | Emanuel do Nascimento Ribeiro                              | 1º de janeiro de 1997   | 1º de janeiro de 2001            | Prefeito e vice eleitos em sufrágio universal           | [ 7 ]                |
| —  | Paulo Almir Antunes                                   | PFL     | Cantídio Cotta de Figueiredo                               | 1º de janeiro de 2001   | 1º de janeiro de 2005            | Prefeito e vice eleitos em sufrágio universal           | [ 11 ] [ 12 ]        |
| —  | Francisco de A. Simões Thomaz, Chico Simões           | PT      | Antônio Eugênio do Socorro Fernandes (PHS/PRB)             | 1º de janeiro de 2005   | 1º de janeiro de 2009            | Prefeito e vice eleitos em sufrágio universal           | [ 13 ] [ 14 ] [ 15 ] |
| —  | Francisco de A. Simões Thomaz, Chico Simões           | PT      | Antônio Eugênio do Socorro Fernandes (PHS/PRB)             | 1º de janeiro de 2009   | 1º de janeiro de 2013            | Prefeito e vice reeleitos em sufrágio universal         | [ 13 ] [ 14 ] [ 15 ] |
| 12 | Rosângela Mendes Alves                                | PT      | Bruno Morais de Oliveira Torres (PPL)                      | 1º de janeiro de 2013   | 1º de janeiro de 2017            | Prefeita e vice eleitos em sufrágio universal           | [ 16 ]               |
| 13 | Marcos Vinícius da Silva Bizarro, Dr. Marcos Vinícius | PSDB    | José Gregório de Paiva Neto, Gregorio da Retifica (MDB)    | 1º de janeiro de 2017   | 1º de janeiro de 2021            | Prefeito e vice eleitos em sufrágio universal           | [ 17 ] [ 18 ]        |
| 13 | Marcos Vinícius da Silva Bizarro, Dr. Marcos Vinícius | PSDB    | Sadi Lucca (PL)                                            | 1º de janeiro de 2021   | 1º de janeiro de 2025            | Prefeito reeleito e vice eleito em sufrágio universal   | [ 19 ]               |
| 14 | Sadi Lucca                                            | PL      | Ricardo Cacau Melo (NOVO)                                  | 1º de janeiro de 2025   | 1º de janeiro de 2029 (previsão) | Prefeito e vice eleitos em sufrágio universal           | [ 8 ] [ 20 ]         |